# UAV Fulmar
Le INTA Fulmar est un drone de reconnaissance de fabrication espagnole, utilisé dans un cadre maritime, de par ses capacités à amerrir, comme un hydravion, en tant que drone hydravion.

## Description
Il est fabriqué en Espagne par Thales-Espagne. Il est également utilisé pour la pêche pour repérer les bancs de thon.

## Opérateurs
Espagne

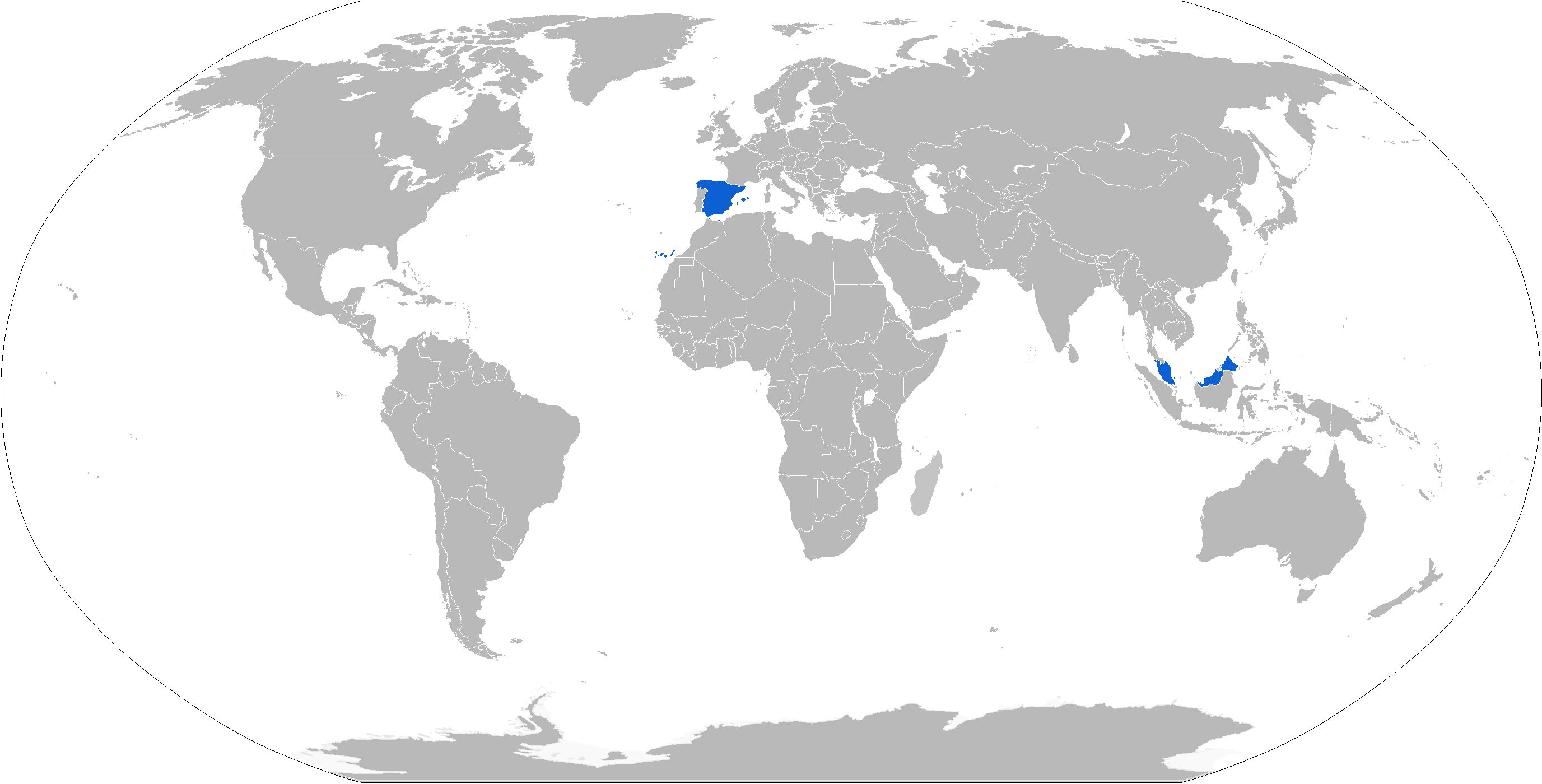
Opérateurs dans le monde

- Armée de terre espagnole l'a acquis en 2017 un système composé par une station de contrôle, un système de lancement, un de récupération, et deux avions[1]
- Infanterie de marine espagnole[2].

 Malaisie
- Garde-côtes de Malaisie, 6 systèmes commandés en 2015[3],[4].

## Drones comparables
- INTA Milano
- INTA ALO